# Pounding the Pavement
Pounding the Pavement è il diciassettesimo album in studio del gruppo musicale canadese Anvil, pubblicato il 19 gennaio 2018.

## Tracce
1. Bitch in the Box – 4:29
2. Ego – 2:57
3. Doing What I Want – 3:17
4. Smash Your Face – 4:20
5. Pounding the Pavement – 3:21
6. Rock That Shit – 3:21
7. Let It Go – 3:00
8. Nanook of the North – 5:57
9. Black Smoke – 3:26
10. World of Tomorrow – 4:37
11. Warming Up – 3:03

## Formazione
- Lips – voce, chitarra
- Robb Reiner – batteria
- Chris Robertson – basso